# ヴィーゲラン彫刻公園

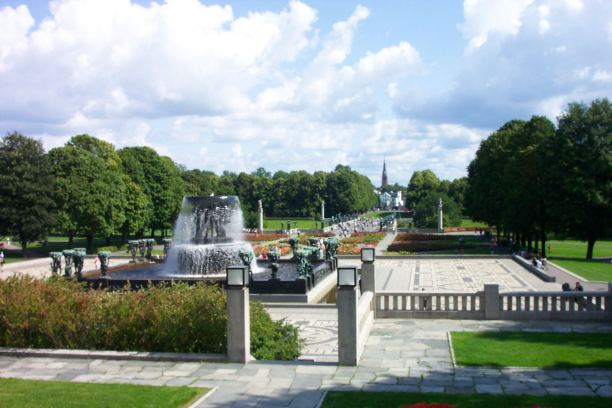
ヴィーゲラン彫刻公園

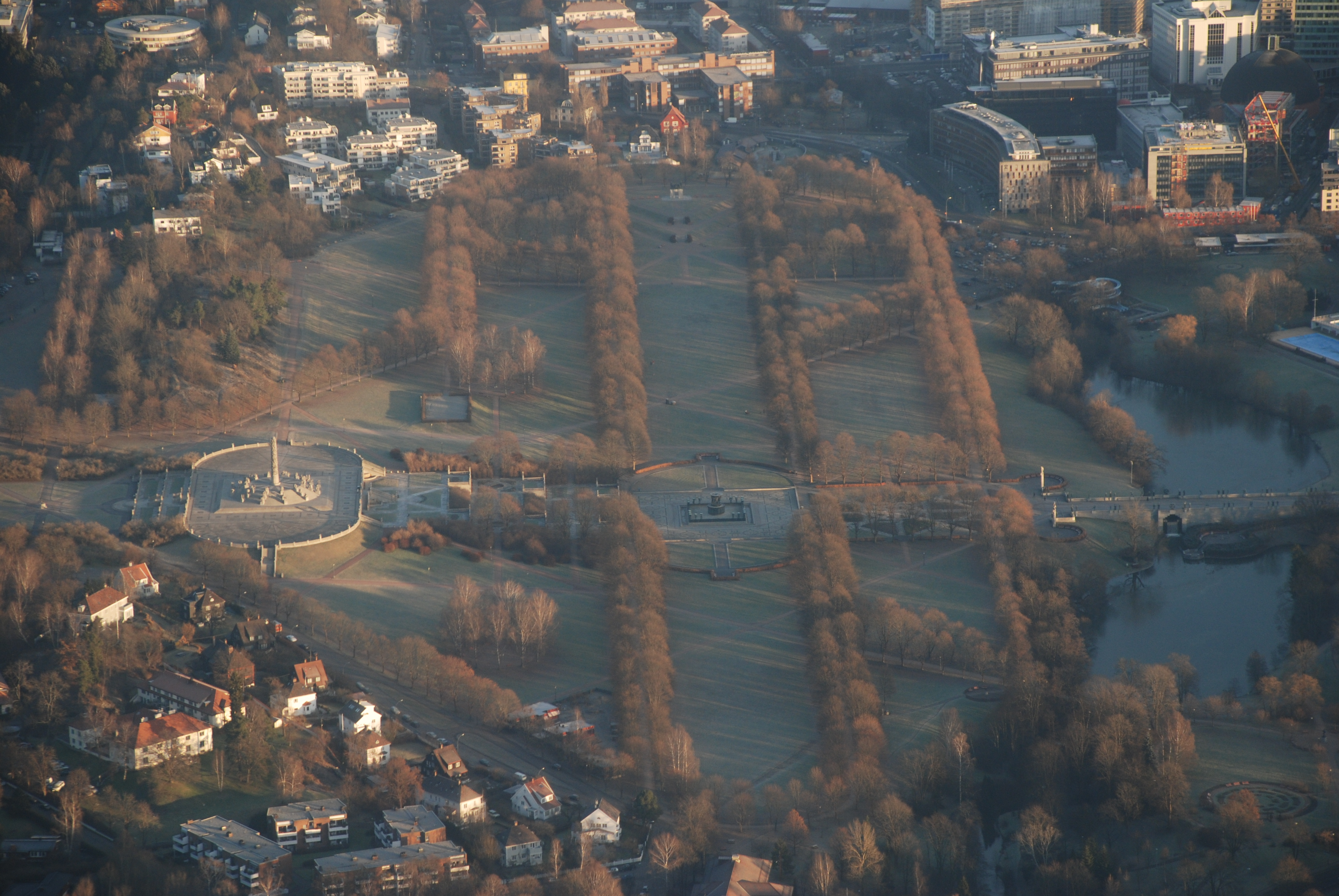
ヴィーゲラン彫刻公園の空撮。中心軸は右から左へ貫いている

ヴィーゲラン彫刻公園（ヴィーゲランちょうこくこうえん、ノルウェー語: Vigelandsanlegget、英語: Vigeland sculpture installation、ヴィーゲラン公園）は、ノルウェーの首都オスロの都心部から3km北西にある都市公園・フログネル公園（ノルウェー語: Frognerparken）の一部をなす彫刻庭園。
32万平方メートルの面積を有する彫刻庭園の中には、ノルウェーの彫刻家グスタフ・ヴィーゲラン（Gustav Vigeland, 1869年 - 1943年）の作品のみが展示されている。「人生の諸相」をテーマにした、ブロンズと花崗岩でできた大小の彫刻の総数は212点で、これらの彫刻を構成する老若男女の人物の合計は600以上にもなる。ヴィーゲランはその一つ一つの作品の原型を粘土で原寸大で制作し、それらを職人たちがブロンズ像や石像に仕上げて庭園内に配置していった。
これらの作品は、庭園を南東から北西に向けて貫く850メートルの軸線に沿って、6つのセクションに分かれて展示されている。すなわち、「正門」（Hovedportalen）、「橋」（Broen）、「子供の遊び場」（「橋」の一部とされることもある）、「噴水」（Fontenen）、「モノリスの台地」（Monolittplatået）、「生命の環」（Livshjulet）である。

## 彫刻庭園の建設
ヴィーゲランは1900年代には公共彫刻を手がけるようになり、ノルウェーを代表する彫刻家とみなされるようになった。彼は1906年、国会前の広場に建設が予定されていた噴水の私案を発表したが、資金難などから建設は具体化しなかった。以後、ヴィーゲランは、よりふさわしい場所に噴水を置くべく場所選定に頭を悩ませるようになった。
1910年代後半、オスロ市の図書館建設でアトリエを立ち退きになったヴィーゲランは、1921年にオスロ市からフログネル公園のそばにある邸宅（現在のヴィーゲラン美術館）を新しいアトリエとして提供され、その代わり、以後の彫刻・ドローイングなど全ての作品をオスロ市に寄贈するという契約を交わした。ヴィーゲランは1924年、新しいアトリエの隣にあったノルウェー憲法制定100周年記念博覧会の跡地（1914年に開かれ、以後空き地になっていた）を、噴水をはじめとする彫刻作品の公開場所として選び、以後の生涯を彫刻庭園の設計とそのための作品制作に捧げ、公園の完成を見ないまま1943年に没した。
ヴィーゲランの没後まもなく巨大な石柱「モノリッテン」（モノリット）の彫刻作業が終わり、1946年に現在地に設置された。1947年に噴水に水が通され、1950年までにほとんどの作品が設置された。以後も少しずつヴィーゲランの残した作品が公園の軸線の端や外側に設置されている。ヴィーゲランの遺言により、彫刻庭園にはヴィーゲラン以外の作家の作品は置かれておらず、24時間無休で開放されている。

## 彫刻

### 正門（メインゲート）

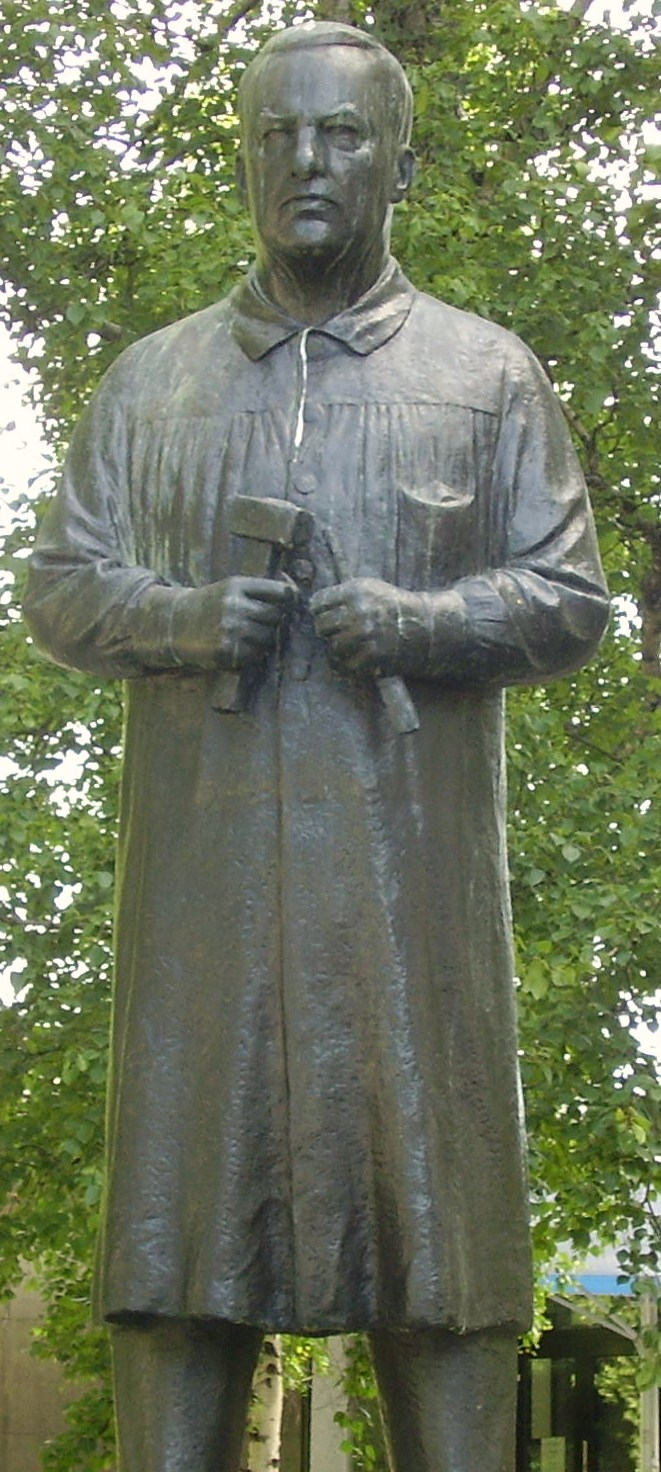
正面玄関の内側に設置された「自画像」(1993年)

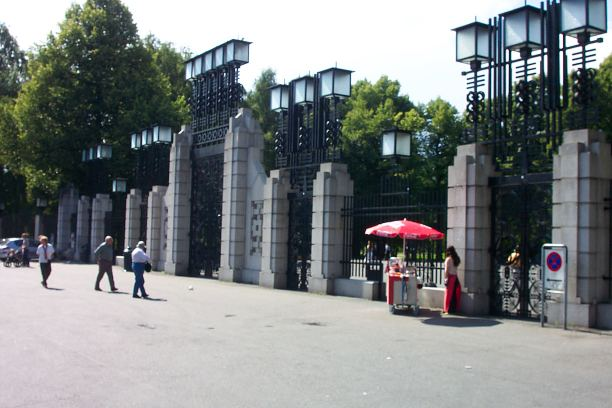
正門

錬鉄と花崗岩で作られた「正門」は、ヴィーゲランの作品であると同時にフログネル公園の入場門でもある。5つの大きな門と2つの歩行者用の小さな門、二つの銅屋根の門番小屋からなる建築物である。この門は1926年、銀行の融資を元に完成した。
軸線はこの正門から北西方向へ、フログネル公園を貫くように伸び、「橋」を経て「噴水」「モノリスの台地」「生命の環」へと至る。

### 橋
「正門」と「噴水」の間には細長い池があり、東のフログネル公園の入口部分と、その西側に大きく広がる彫刻庭園とを分けている。この池をまたぐように、長さ100メートル・幅15メートルの石でできた橋が架かっており、その欄干に公園の彫刻のうち58点が展示されている。これらはブロンズによる人物の群像で、「人生の様々な状態」という公園全体のテーマに沿った老若男女の裸身像である。この中でも来訪者に人気のあるのが、「怒った少年」（Sinnataggen）という像で、顔をしかめて泣き、地団駄を踏む幼児の姿を描いている。
この橋は1940年に開通し、公園の中でも最初に一般公開された部分であった。

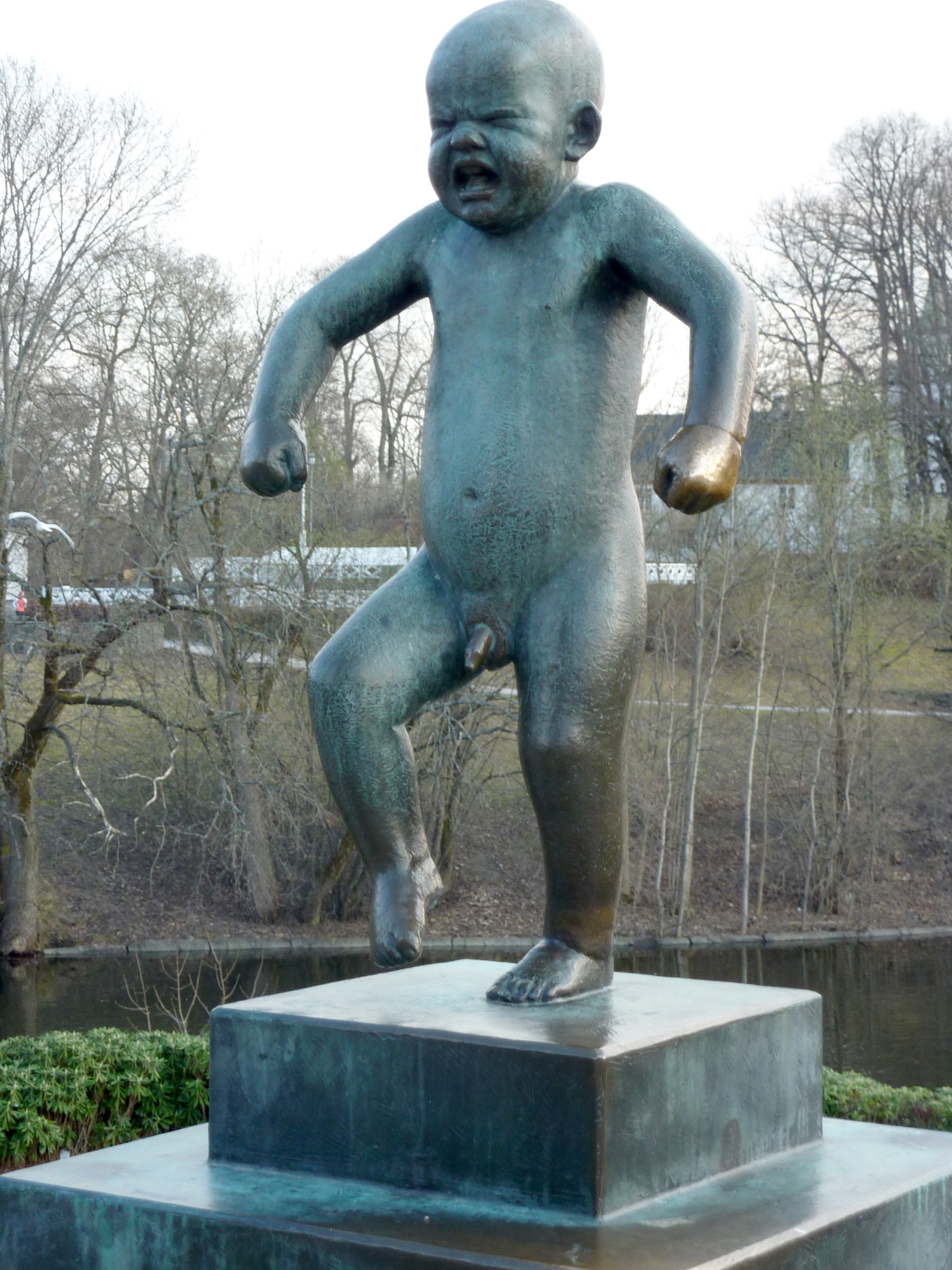
怒った少年
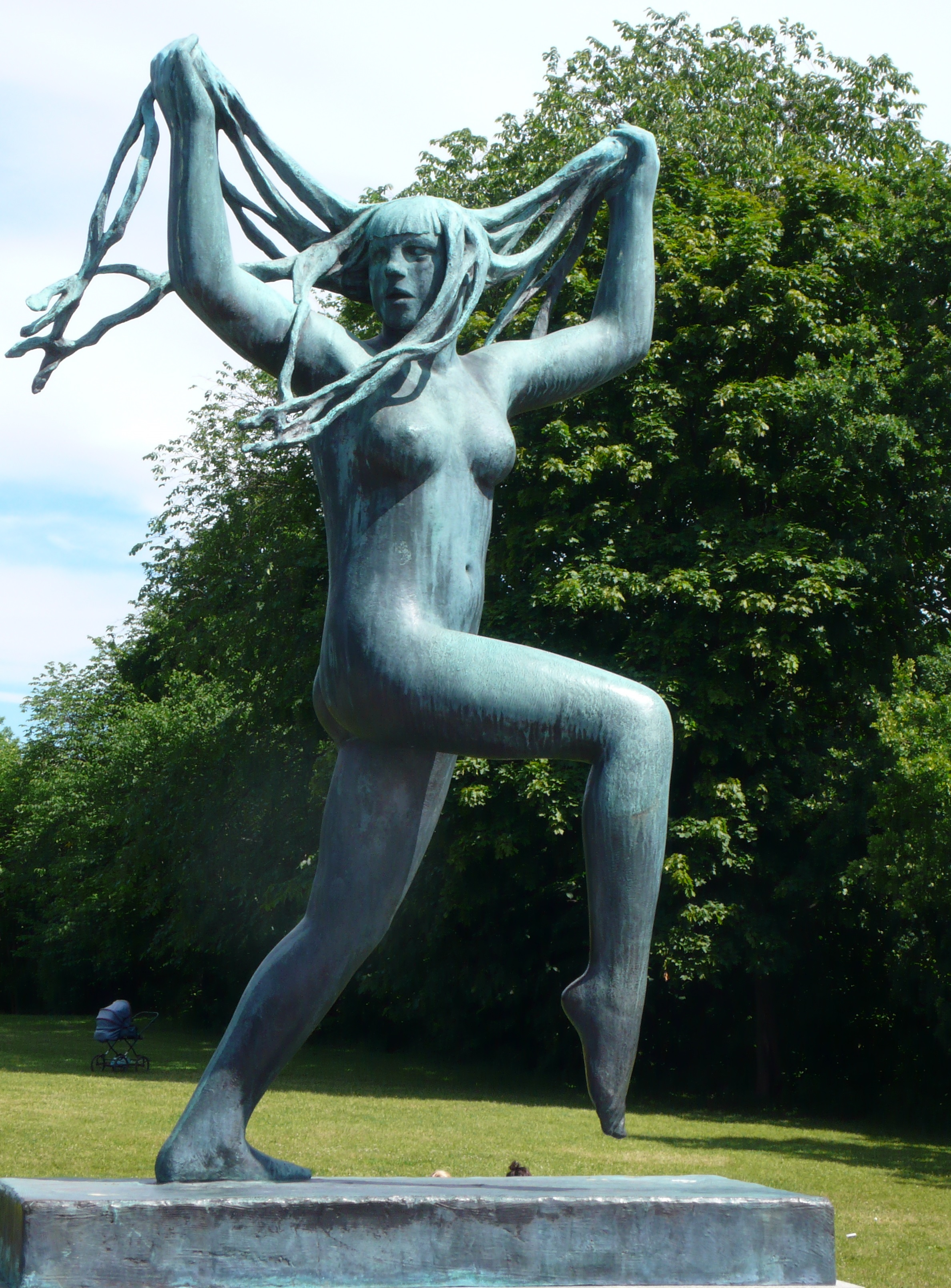
人物像
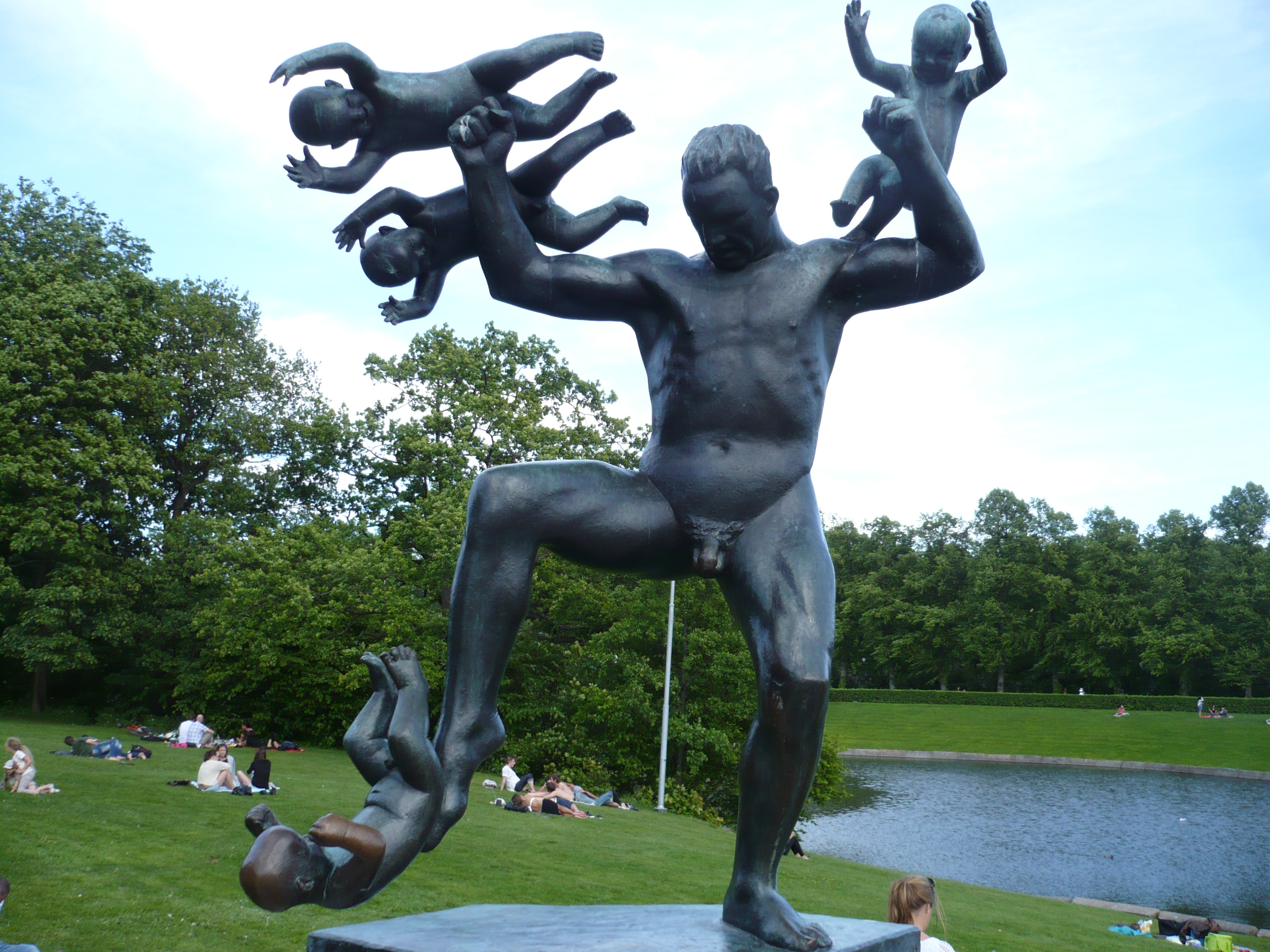
人物像
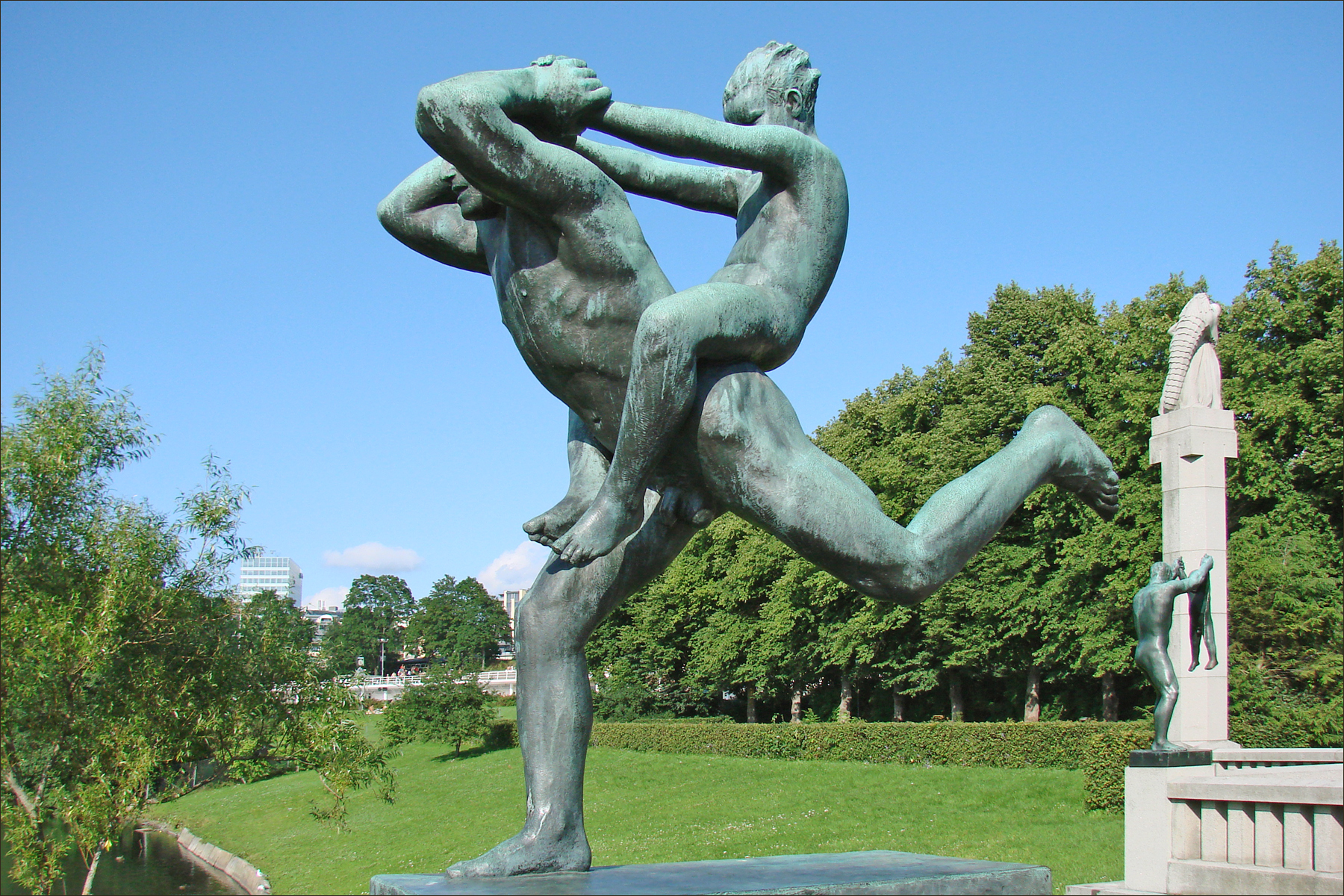
人物像

### 子供の遊び場
橋を渡り終えた部分には両脇に小さな広場があり、8つのブロンズ彫刻からなる「子供の遊び場」と題された作品がある。ベンチのある広場の周りに、遊ぶ幼児を描いた7つのブロンズ像があり、広場中央に建つ石柱の上には頭を下にした胎児のブロンズ像がある。この広場からは池を見渡すことができ、水鳥が泳ぐ姿もみられる。

### 噴水

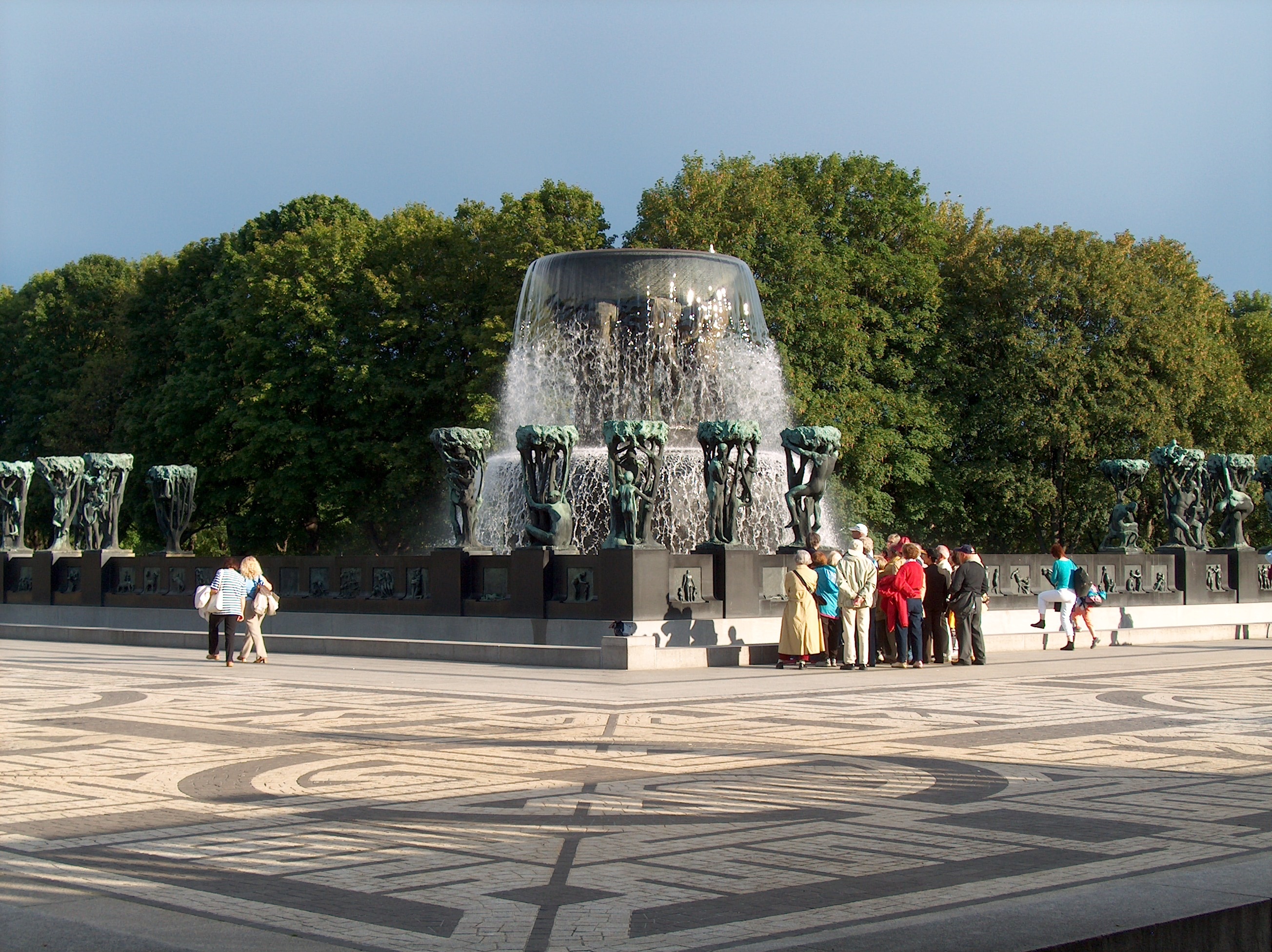
噴水

もともとノルウェー国会議事堂前の広場（Eidsvolls plass）に設置するために提案された「噴水」は、四角い水面の中にブロンズ製の大きな円盤が掲げられたような形をしており、水面の周りの壁面には人々の群像を描いた60点のブロンズ製の浮彫が配されている。水面を取り囲むように、太い枝を上へ伸ばした樹のブロンズ像が複数配され、枝の中には子供たちや骸骨がいるのが見える。この噴水は、死から新しい生命が生まれることを暗示している。
噴水を囲む広場は1800平方メートルの広さで、白と黒の花崗岩がモザイク状に敷きつめられている。ヴィーゲランが最初に噴水を提案したのは1906年だったが、その構想が彫刻庭園の中で実現したのはヴィーゲラン死後の1947年のことであった。

### モノリスの台地

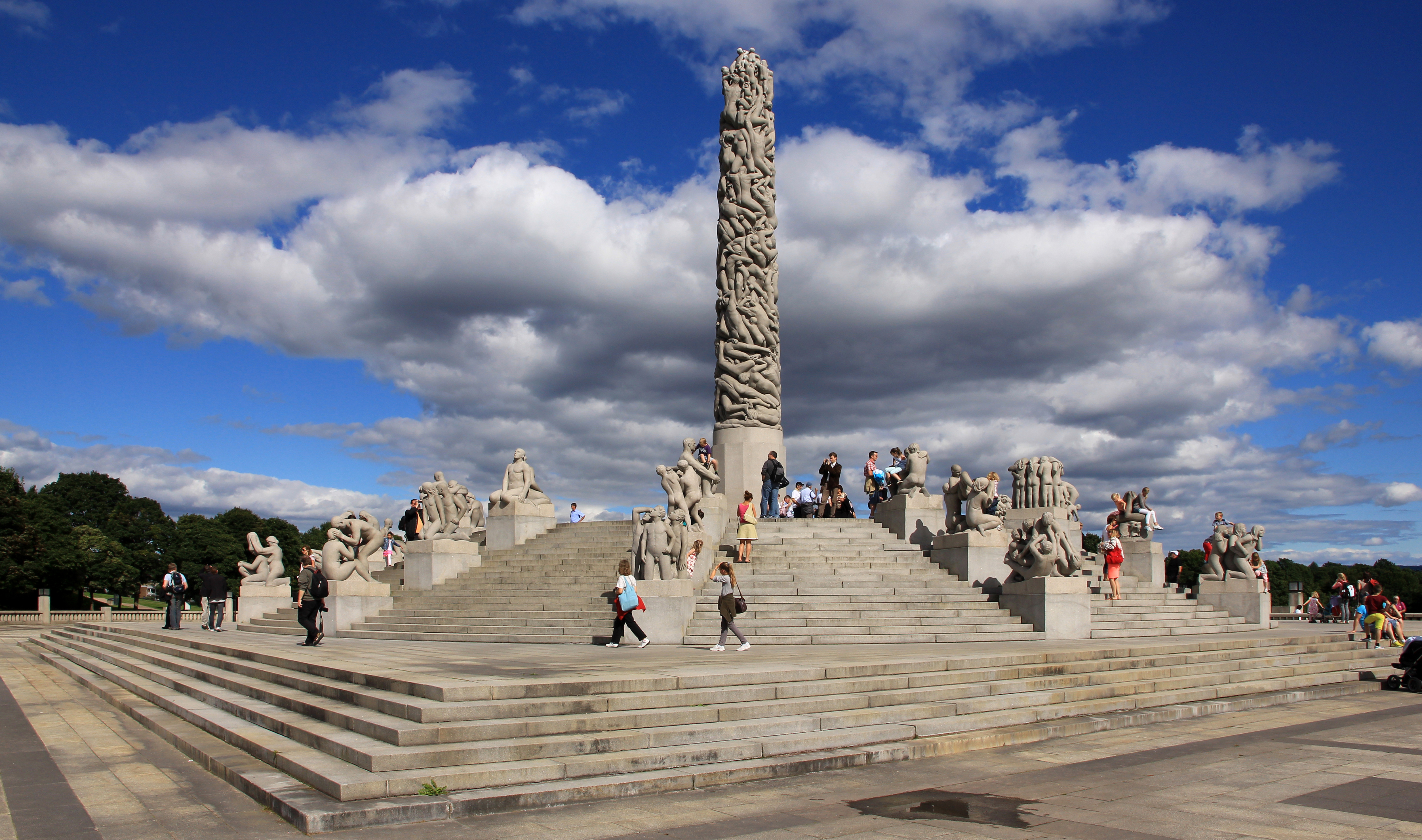
モノリスの台地と「モノリス」

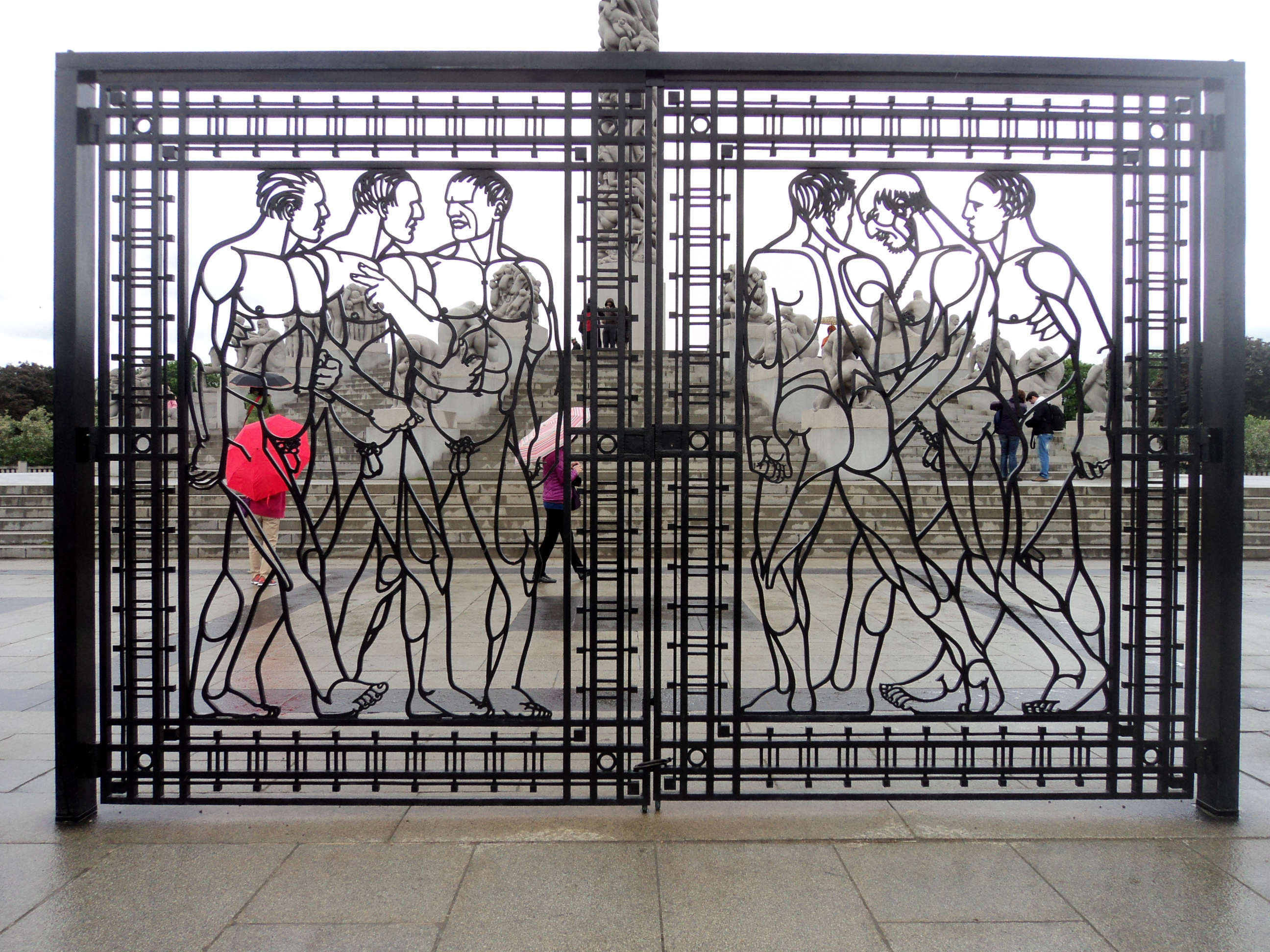
モノリスの台地の手前にある鋳鉄の門

「モノリスの台地」は石で作られた四角い壇が階段状に積み重なり、その中央に円形の壇がさらに階段状に積み重なったもので、その頂上には巨大な石柱（モノリス、モノリット、またはモノリッテン Monolitten）が建っている。
円形の壇の斜面には、モノリッテンを囲むように36の人物群像が配されている。これらは「生命の環」をテーマとしている。噴水からこの壇に至るまでには、錬鉄でできた8つの人物像を模した門を通ることになる。この門は1933年から1937年にかけて原型が制作され、ヴィーゲランの死の直後の1943年に設置された。

### モノリッテン

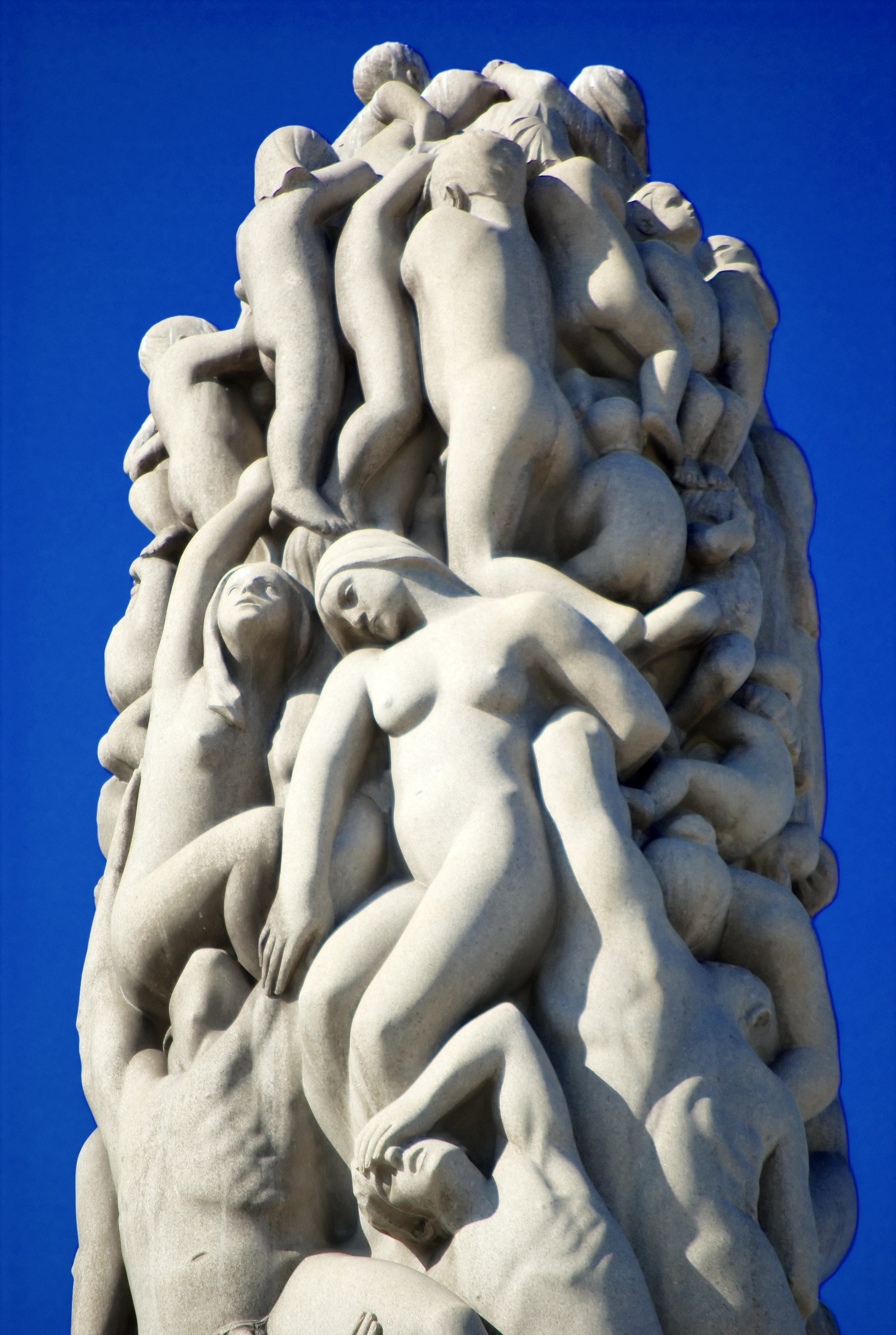
モノリッテン最上部

公園の一番高い地点である壇上には、この公園の目玉というべき作品・「モノリッテン」（モノリット、Monolitten、モノリス）が建っており、人目を惹いている。モノリスの語源はラテン語のモノリトゥス（monolithus）で、ギリシア語で「一枚の石」を意味するモノリトス（μονόλιϑος, monolithos, 「μόνος」＝ひとつの、「λίϑος」＝石）からきている。この「モノリッテン」も一枚岩から切り出されている。
モノリッテンは14.12メートルの高さで、121人の人物像が浮彫にされている。これらの人物は裸体で抱き合うようにもつれ合い、積み重なりながら空へと伸びている。これは、精神的なもの、聖なるものにより近づこうともがく人間の欲を表しているとされる。
モノリッテンの制作は、ヴィーゲランがフログネルの新しいアトリエに移った1924年に始まった。ヴィーゲランは粘土で原寸大の模型を作り、その完成までに10ヶ月をかけた。そのデザインには1919年に描かれた幾点かのデッサンが下敷きとしてあったと考えられている。完成した模型は石膏でかたどりされた。
1927年の秋、ノルウェー東部のハルデンの石切り場から、重さ数百トンもの巨大な花崗岩の塊がフログネルの庭園予定地に運ばれてきた。1年後に石の塊は垂直に立てられ、その周りを覆うように木材で仮小屋が組み立てられた。ヴィーゲランが作った石膏模型は石の塊の横に建てられ、石工はこれを参考に花崗岩を刻んでいった。石膏模型から花崗岩への転写作業は1929年に3人の石工により始められ、完成までに14年の年月がかかった。1944年のクリスマスの日に仮小屋の中のモノリッテンは一般公開され、18万人の人々が近くからモノリッテンを見ようと詰め掛けた。その後仮小屋が解体され、モノリスがフログネルの庭園の上に姿を現した。

### 生命の環

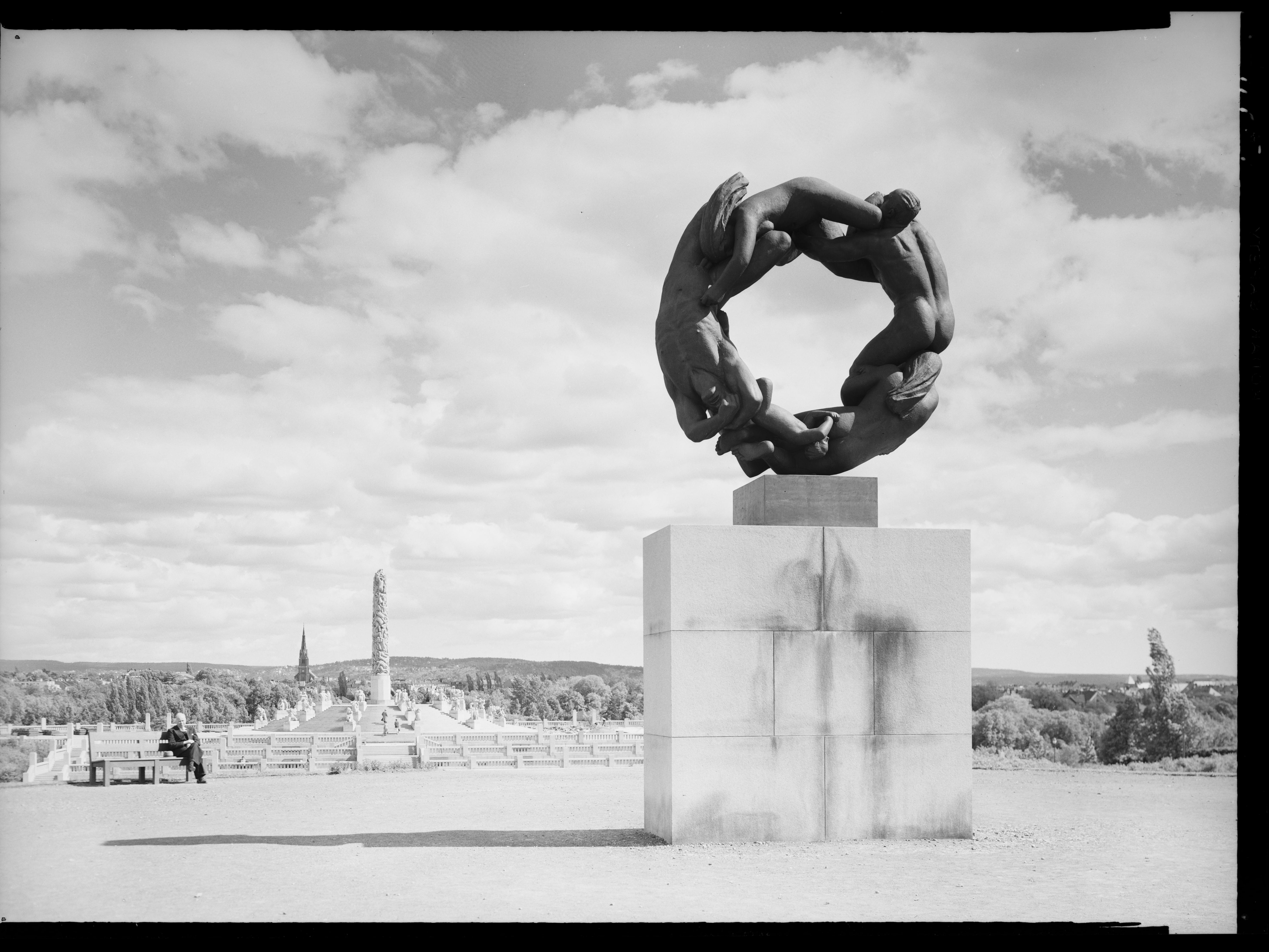
生命の環

850メートルの長さの軸線の北西端には、1930年に制作された日時計と、1933年から1934年に制作された「生命の環」がある。この「環」は、4人の人物と1人の乳児が抱き合って花輪のように円形を描いており、調和の中に空中に浮かんでいる。この環は永遠のシンボルであり、この庭園のテーマである人生の始まりから終わりへの旅を象徴している。